# 독일령 동아프리카
독일령 동아프리카(독일어: Deutsch-Ostafrika)는 동아프리카에 존재했던 훗날 부룬디, 르완다 및 탕가니카(현재의 탄자니아)의 3개 지역을 포함한 독일 제국의 식민지를 말한다. 면적은 994996 (384170 평방마일)으로서 오늘날 독일의 3배 크기에 가깝다. 1880년대부터 제1차 세계대전에 걸쳐 존재했고, 전후 영국과 벨기에에게 점령당한 후 위임통치령이 되었다.

## 역사

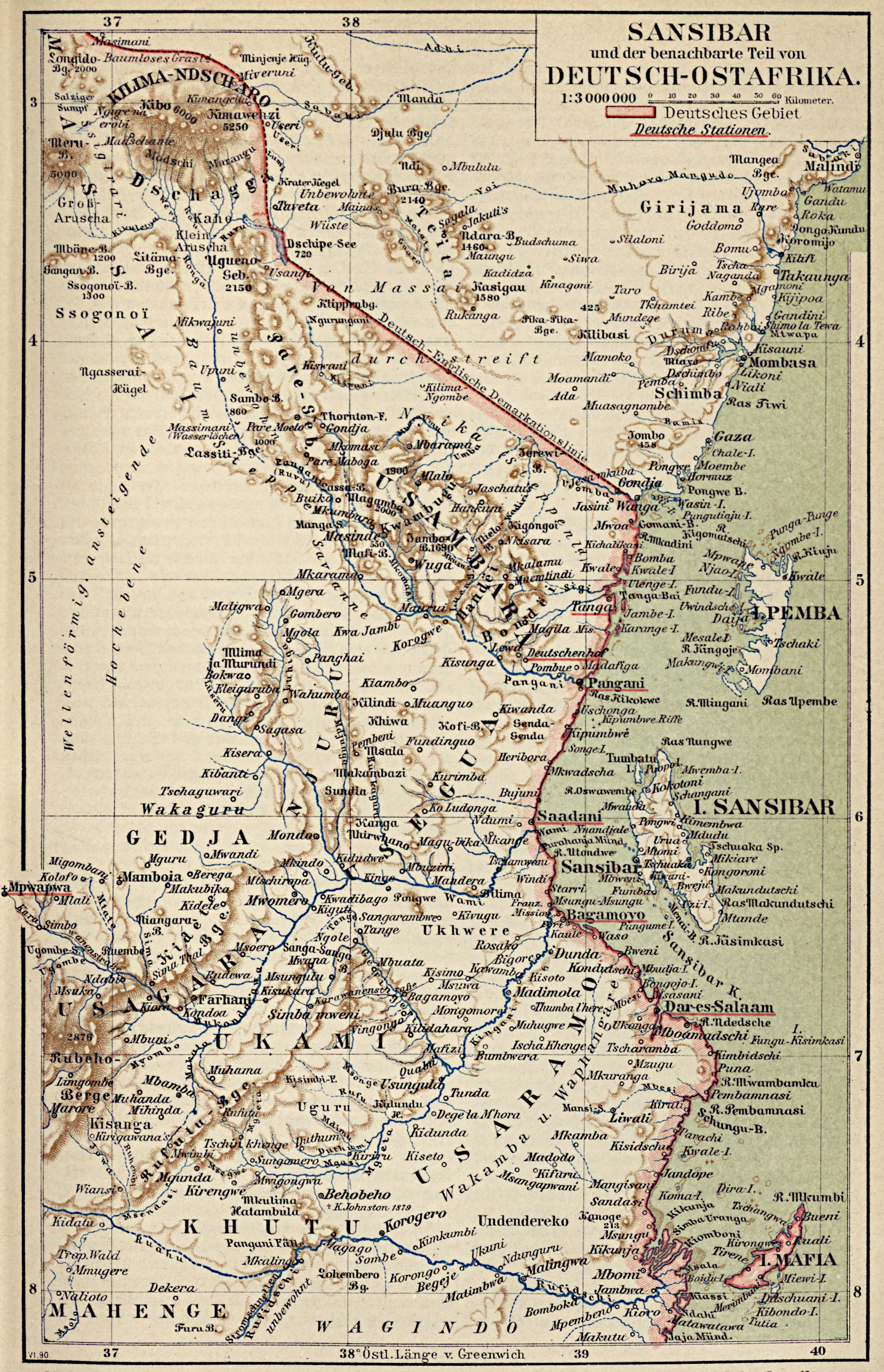
Historical1890년 독일령 동아프리카 연안 지도

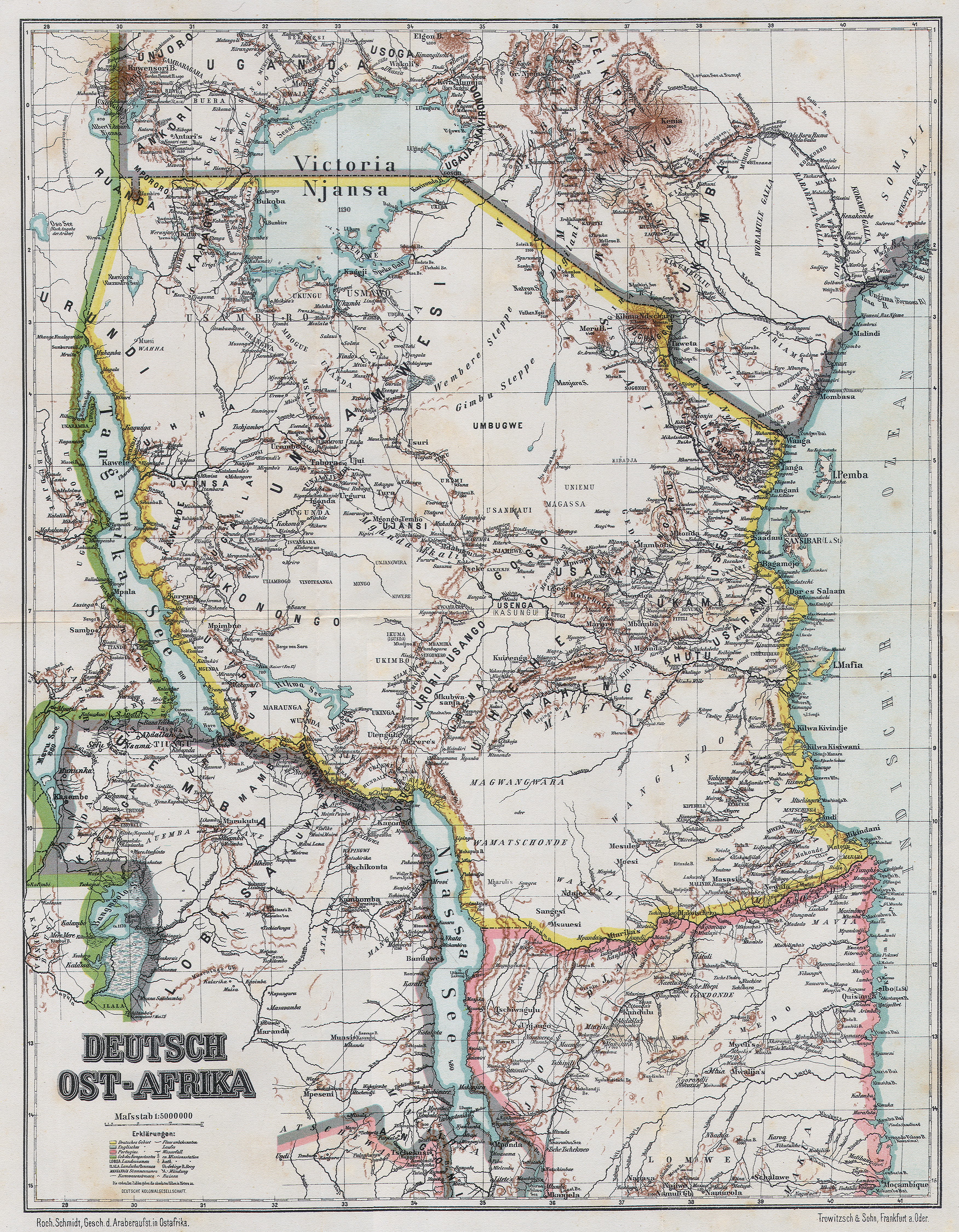
1892년 독일령 동아프리카 역사 지도

독일 식민지 역사의 시작은 독일 식민지협희(Society for German Colonization)의 모험가 카를 페터스(Carl Peters)가 잔지바르에서 바다를 가로질러 아프리카 대륙동부에 들어가 원주민 족장들과 조약을 맺으면서 시작되었다. 베를린 회의 종료 후 1885년 3월 3일 독일 정부는 독일 보호령 동아프리카를 설립할 의향이 있다는 것과 페터스의 독일 식민지협회에(2월 17일 비밀리에) 독일 보호령 동아프리카 통치를 위탁하는 면허를 허가해 주기로 공표했다. 페터스는 그 후 현지를 종단해 남쪽 르피지 강(Rufiji River) 및 북쪽 연안부 비투(Witu), 부근의 라무(Lamu)(스와힐리란드)에 전개하는 여러 명의 전문가를 모집했다.
잔지바르의 술탄(아프리카 대륙 인도양 연안부의 실질적 통치자였다)이 독일의 진출에 대해 항의하던 시기, 독일 재상 비스마르크는 5척의 군함(슈트슈(Stosch), 그나이제나우(Gneisenau), 프린츠 아델베르트(Priz Adalbert)를 포함)을 파견했다. 함대는 8월 7일 현지에 도착해 포구를 술탄의 궁전을 향하게 하고 위압했다. 대영 제국(잔지바르에게서 지원을 요청받았으나, 이에 응하지 않고 자신들도 동아프리카에 진출했다.), 독일 및 프랑스가 협의한 결과 1886년 대륙부를 분할해 각자의 경계선(그에 따라 잔지바르의 지배영역도)을 정하고, 영국은 훗날 케냐(영국령 동아프리카)을, 독일은 훗날 탕가니카을 영유하기로 해 잔지바르의 지배영역은 잔지바르섬 등 동아프리카 해의 도서부 및 대륙연안에서 10마일(16km) 내륙까지로 정해졌다. 프랑스는 코모로 제도 영유의 영독(英獨) 승인과 뒤이은 그 때까지의 경계를 승인했다. 영국의 지원을 얻지 못한 잔지바르는 동의를 얻지 못했다.
독일은 재빨리 바가모요(Bagamoyo), 다르에스살람(Dar es Salaam) 및 키르와(Kilwa) 지구를 지배하에 두었다. 1888년 아브시리의 반란(Abushiri Revolt)이 발생해, 다음해 (영국의 지원을 받아서) 진압했다. 1890년 영국과 독일은 헬골란트-잔지바르 조약을 체결해 잔지바르는 영국의 보호령이 되고, 북해의 헬골란트섬은 독일령이 되며, 잔지바르의 지배영역이던 연안부를 매수해 독일령 동아프리카의 권한 범위를 정했다(경계선은 1910년까지 불명확한 채 유지되었다.).
1891년부터 1894년 사이 족장 무크와와가 이끄는 헤헤 족(Hehe tribe)이 독일의 진출에 저항했으나, 결국 다른 부족이 독일 측에 가담했기 때문에 패배했다. 게릴라 활동을 계속한 후 무크와와는 쫓기던 끝에 1898년 자살했다.
1905년 마지 마지 반란(Maji Maji Rebellion)이 발생해, 식민지 총독 구스타프 아돌프 폰 겐첸 백작에 의해 진압되었다. 그러나 그 후에도 얼마 안가 부패와 잔학행위의 불상사가 밝혀지게 되어 1907년 독일 재상 베른하르트 폰 뷔로는 식민지성을 설치해 베른하르트 데르부르크를 장관으로 임명해 식민지 통치의 개선을 지시했다. 이것은 식민지 통치의 모델케이스가 되어 제1차 세계대전 중 원주민의 경이적인 충성으로 그 결과가 나타났다.
독일인 식민지 관리관은 질서를 유지하고, 징세에 관련한 것은 윈주민 부족의 족장에게 맡겨 신뢰를 얻었다. 1914년 1월 1일 현지 경찰 이외, 슈츠트루페(Schutztruppe;보호령 군대)은 11명의 독일인 장교(42명의 군의관을 포함해), 126명의 부사관 및 2,472명의 원주민병(아스카리(Askari)).로 편성되어 다르에스살람, 모시(Moshi), 이린가(Iringa) 및 마헨게(Mahenge)에 배치되었다.

## 통치시스템
독일이 동아프리카에 진출할 때 많은 지역에서는 그때까지 잔지바르의 술탄이 이용했던 통치조직을 물려받았다. 이것은 각 촌에 준베(촌장)을 배치하고, 몇 개의 촌을 다스리는 아키다(군장)라고 부르는 중간 통치자를 정부가 임명한 형태였다. 아키다는 읽고 쓰기가 가능한 주로 아랍인 및 스와힐리인이 선택되었으나, 뒤에는 교육을 받은 기타 아프리카인도 채용되었다. 다만 내륙부의 대규모 부족에 대해서는 부족의 족장을 중간 통치자로써 정식이나 혹은 암묵 속에서 승인했다.
이들 중간 통치자는 도로 및 다리 등의 토목공사에서 노동부역, 정부의 캐러밴대의 하역, 독일인의 경영하는 농원에서의 노동자 등의 공급, 혹은 가옥세의 징세 등을 대신했다. 족장 혹은 촌장은 징수하는 세금의 5%을 보수로써 받았다. 납세는 금납이 원칙이었기 때문에 환금작물의 재배가 시작되지 못한 지역에서는 부역(강제노동)으로 대용하는 제도도 준비되었으나, 이것은 주민에게는 불평하였다. 부역에 응하지 않은 주민에 대해서는 아키다 및 족장에 의해 가옥이 불살라지거나 가축이 몰수되었다. 1905년 이런 무보수의 노동부역에서 임금노동의 제도로 고쳐져, 임금 중에서 납세를 할 수 있게 되었고, 또한 인두세가 도입되어 가옥세에서 서서히 전환되게 되었다. 가옥세와 인두세를 합친 세수는 1909년에는 311만 마르크나 되었고, 식민지 세수의 34%를 차지했다.
내륙의 하야 족이 거주하는 부코바 지역, 르안다 왕국 및 부룬디 왕국의 3개 지역은 인구가 집중되어 중앙집권적 제도를 가진 대규모 부족이 지배하는 지역이었기 때문에 식민지 정부는 간접통치 방식을 사용해 3개 지역을 자치구로 삼아, 왕 혹은 족장은 내정에 관련한 권한을 주었다. 각 자치구에는 독일인 주재관이 배치되어 경제개발의 조언자가 되는 것과 더불어 외국인 및 현지주민의 출입국을 감시했다. 이러한 자치구에서는 경제개발이 뒤처져, 징세가 실시된 것은 1910년대에 들어와서였다.

## 경제개발

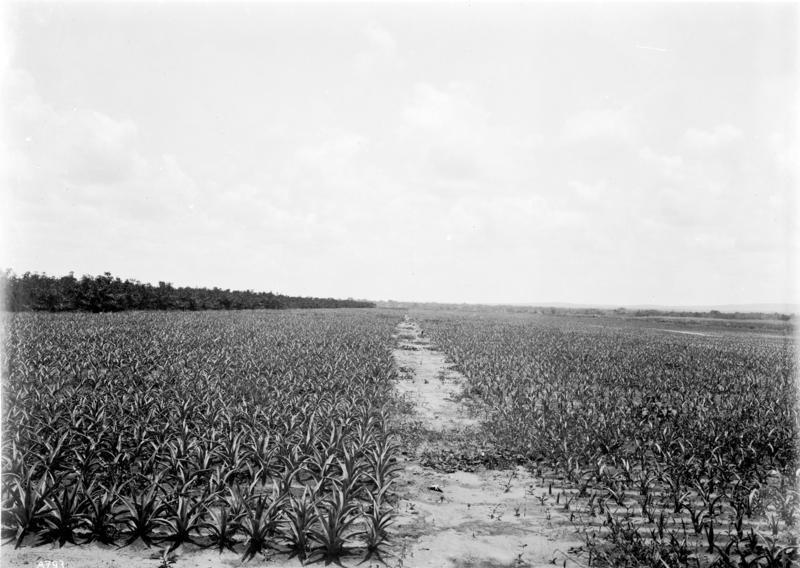
사이잘삼 농장. 약 1906/18

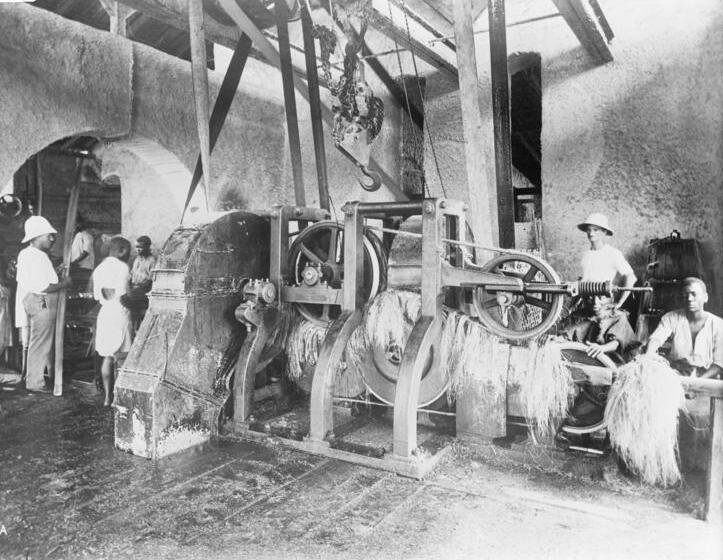
사이잘삼 공장, 약. 1906/18.

상업과 그 성장은 독일의 지도하에 본격적으로 시작되었다. 40,000 헥타르(100,000 에이커) 이상을 넘는 사이잘삼(Sisal)이 재배되어 가장 큰 수입원이 되었다. 대규모 면화의 플랜테이션의 기타, 200만개의 커피 나무와 80,000 헥타르(200,000 에이커)를 넘는 고무 나무가 심어지게 되었다.
당초 독일은 유럽인 이주자를 대우하는 정책을 추진했으나, 마지 마지 반란 후, 독일 식민지성 초대장관 데르부르크 및 게첸에서 교체되어 동아프리카 총독에 취임한 게오르크 아르비레히트 폰 레헨베르크는 식민지 정책의 중점을 소수의 유럽인 보호에서 현지 아프리카인에 의한 농업개발로 옮겨졌다.
빠른 경제 발전은 신뢰할 수 있는 수송수단에 의존한 것이란 이해가 있으나, 이런 농업생산품의 시장으로의 유통은 탄카(Tanga)에서 모시(Moshi)에 이르는 우산바라 철도(Usambara Railway) 혹은 북방 철도(Northern Railroad)가 개통한 1888년에 시작되었다. 가장 노선이 긴 탄자니아 중앙 철도는 다르에스살람에서 모로고로(Morogoro), 타보라(Tabora)를 경유해 키고마(Kigoma)에 이르는 전장 1,250km(775 마일)에 달했다. 레헨베르크는 내륙부에서 환금작물 도입을 재촉하기 위해 철도건설을 우선시켜 최종적으로 탕가니카 호수 동쪽연안까지 개통한 것은 1914년 7월로써 이것을 기념해 대규모의 떠들썩한 축전과 더불어 농산물의 견본시와 무역박람회를 수도에서 개최했다. 철도개통과 독일인 상인의 움직임 등으로 인해 내륙부에서 환금작물이 급속히 보급되었으나, 철도건설은 독일국고에서 건설차관에 의해 이루어졌기 때문에 식민지 정부는 차관변제에 커다란 부담을 안고 있었다. 1914년 식민지 정부 세입의 32%가 차관변제에 사용되었다.
항만시설은 전기크레인, 철도부설, 창고 등이 건설 혹은 확충되어, 탄가, 바가모요 및 린디(Lindi)에는 부두가 개축되었다. 1912년에는 다르에스살람 및 탄가에 356척의 증기화물선 및 여객선 등 1,000척이 넘는 연안선 및 역내 무역선이 입항했다.
1914년까지 다르에스살람 및 주변지역의 인구는 166,000명이 되었다(1,050명의 유럽인을 포함해, 독일인은 그 중 1,000명). 동아프리카 보호령 전역에서는 3,579명의 독일인이 있었다. 그 자체로써 다르에스살람은 전열대 아프리카의 모범적 도시가 되었다.
이러한 모든 노력에도 불구하고, 독일령 동아프리카는 결코 조국을 위해 이익을 올리지는 못하고, 본국 재무성으로부터 조성금을 필요로 하게 되었다.

## 교육

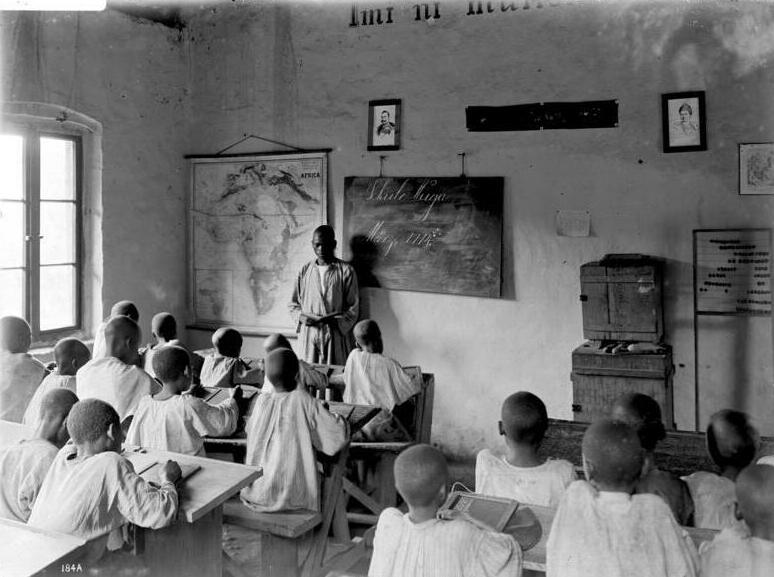
1914년 3월 독일령 동아프리카 학교의 교실.

다른 아프리카 식민지 소유자 벨기에, 영국, 프랑스 및 포르투갈과는 다르게 독일은 초등학교, 중등학교 및 직업 훈련학교를 개설하여 아프리카인 교육 프로그램을 시행했다.
"교사의 채용조건, 교육과정, 교과서, 교재, 모든 것은 다른 열대 아프리카의 어디에도 비교할 수 없는 수준에 달했다."
1924년 제1차 세계대전이 발발한 10년 후, 그리고 영국이 지배한 6년 후, 현지를 방문한 미국 펄프스 스토크스 위원회는 다음과 같이 보고했다.
"학교에 관련해 독일인은 놀라운 성과를 이룩했다. 교육을 독일인이 실시한 수준까지 이르기 위해서는 약간의 시간을 필요로 한다."

## 제1차 세계대전
메인 본문: 제1차 세계대전 동아프리카 전역
제1차 세계대전 발발시, 독일령 동아프리카 방위대는 사령관 파울 폰 레토프포어베크 (Paul Emil von Lettow-Vorbeck) 대령이 이끌고 연합국군과 전투를 벌였다. 레토프포어베크는 이 전쟁을 3,000명의 유럽인 장교와 11,000명의 원주민 아스카리 및 짐꾼과 더불어 영국/제국군을 여러 번 공격해 꼼짝 못하게 했다. 영국군은 40,000명을 갖춘 강력한 부대로써 이때 제2차 보어 전쟁을 지휘한 얀 스뮈츠(Jan Smuts)가 이끌고 있었다.레토프포어베크 장군의 가장 큰 전공은 탄가 전투(1914년 11월 3~5일)에서의 승리로써 그는 아군의 8배 이상의 영국군을 격파했다.

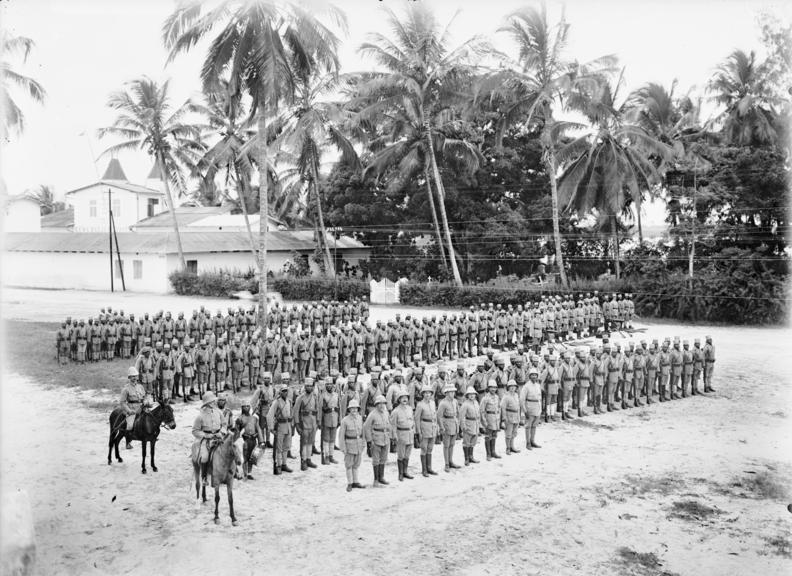
아스카리 중대, 1914/18 경.

레토프포어베크 장군은 게릴라 및 기습 작전을 전개해, 최종적으로 영국군에게 대량의 물자와 적어도 10,000명 이상의 손실을 강요했다. 그럼에도 불구하고, 압도적인 병력차(특히 벨기에령 콩고군이 서쪽에서 공격한 후)와 보급의 감소는 레토프포어베크가 부득이하게 철수하게 만들었다. 최종적으로 레토프포어베크는 휘하의 소규모 부대와 더불어 독일령 동아프리카를 나와 포르투갈령 동아프리카(훗날의 모잠비크)에 침입하고, 그 후 북로디지아(현재 잠비아)로 침입해 독일의 휴전협정서명으로부터 3일 후 휴전 소식을 받고 전투정지에 동의했다.
전후 레토프포어베크와 그의 독일령 동아프리카 방위대는 제1차 세계대전에서 유일하게 패배하지 않았던 식민지군(수적으로 열세인 적에 대해 여러 차례 퇴각했으나)라 불리며 영웅으로써 개선하였다. 동아프리카에서 독일군과 더불어 싸웠던 아스카리에게는 훗날 바이마르 공화국 및 서독일로부터 연금이 지급되었다.
독일군 경순양함 쾨니히스베르크(SMS Königsberg)도 동아프리카 연안에서 싸웠다. 쾨니히스베르크는 연료인 석탄을 다 써버린 결과 1915년 르피지 강 하구에서 침몰했다. 승무원은 그 후 지상군에 참가했다.
베르사유 조약에 의해 독일령 동아프리카는 분할되어 서쪽은 르안다-우룬디(Ruanda-Urundi;훗날 르완다와 부룬디)로써 벨기에령이 되었고, 로부마 강(Rovuma River) 이남의 키온가 삼각지대(Kionga Triangle;훗날의 모잠비크의 일부)을 포르투갈령이 되었고, 남은 지역은 탕가니카라고 명명되어 영국령이 되었다.

## 우표
독일령 동아프리카에서 최초 우표가 발행된 것은 1893년으로 독일의 우표에 “ “의 문언과 페사(독일령 동아프리카의 통화)의 액면이 찍혀 있었다. 1900년 독일은 모든 독일 식민지에서 공통된 디자인(황제의 요트 "호엔졸레른"호가 도안)을 채용한 우표 "요트"을 발행했다. 독일령 동아프리카의 우표의 액면에 이용된 통화단위는 현지통화의 페사 및 루피(64페사는 1루피)였고, 발행지역명은 “DEUTSCH-OSTAFRIKA”라고 표기했다. 1905년 통화단위가 변경되어 새로운 통화 "헤라" 표기의 우표가 발행되었다(100헤라는 1루피). 독일은 전황이 악화되어 식민지로의 우표 공급이 곤란해 졌음에도 우표를 계속 발행했다. 1916년 발행에 들어간 1루피 우표는 그 좋은 예였다. 이 우표의 진정한 사용 예는 극단적으로 희귀해 2만 달러 이상으로 평가되었다. 독일령 동아프리카 발행 우표의 대부분은 10달러 이하에 매매되었으나, 고액면가의 우표와 초기 인새된 우표는 100달러 이상으로 평가받았다.
벨기에 및 영국에 점령된 후, 각자의 점령군은 임시 우표를 발행했다. 1916년 벨기에 점령지에서는 벨기에령 콩고 우표에 몇 개의 표기를 더해서 인쇄 했다. 최초에는 "RUANDA" 및 "BRUNDI" 라고 더해서 인쇄했으나 실제로는 사용하지 않았다. 다음 2가지의 언어로 "EST AFRICAIN ALLEMAND / OCCUPATION BELGE / DUITSCH OOST AFRIKA / BELGISCHE BEZETTUNG" 라고 더해서 인쇄된 시리즈가 발행되었다. 1922년 이들 우표는 액면이 변경되어 인쇄되었다.
1916년 초엽, 영국은 냐살란드의 우표에 n.f (냐살란드 군을 표시)을 더해서 인쇄했고, 그 후 1917년 동아프리카 및 우간다의 우표에 GEA라고 가쇄한 우표를 발행했다. 비슷한 가쇄는 "동아프리카 및 우간다 보호령" 발행 우표에도 보였으나, 이것은 탕가니카 성립후에 발행되었기 때문에 탕가니카의 우편역사의 일부로 보고 있다.

## 같이 보기
- 독일령 동아프리카 회사
- 독일의 식민지

## 참조 및 외부 링크
- The coins and bank notes of German East Africa
- Schnee, Dr. Heinrich (Deputy Governor of German Samoa and last Governor of German East Africa), German Colonization, Past and Future - The Truth about the German Colonies, George Allen & Unwin, London, 1926.
- Bullock, A.L.C., Germany's Colonial Demands, Oxford University Press, 1939.
- Wikified article on German East Africa based on the 1911 edition of Encyclopedia Britannica
- East, John William. "The German Administration in East Africa: A Select Annotated Bibliography of the German Colonial Administration in Tanganyika, Rwanda and Burundi from 1884 to 1918." [London? 1989] 294 leaves. 1 reel of microfilm (negative.) Thesis submitted for the fellowship of the Library Association, London, November 1987."
- Farwell, Byron. The Great War in Africa, 1914–1918. New York: W. W. Norton & Company. 1989. ISBN 0-393-30564-3
- Miller, Charles. Battle for the Bundu, The First World War in East Africa. New York: MacMillan Publishing Co., Inc. 1974. ISBN 0-02-584930-1
- Haupt, Werner. Deutschlands Schutzgebiete in Übersee 1884-1918 (Germany’s Overseas Protectorates 1884-1918). Friedberg: Podzun-Pallas Verlag. 1984. ISBN 3-7909-0204-7
- Hahn, Sievers. Afrika. 2nd Edition. Leipzig: Bibliographisches Institut. 1903.
- The New Student's Reference Work/German East Africa